# Kinas damlandslag i basket

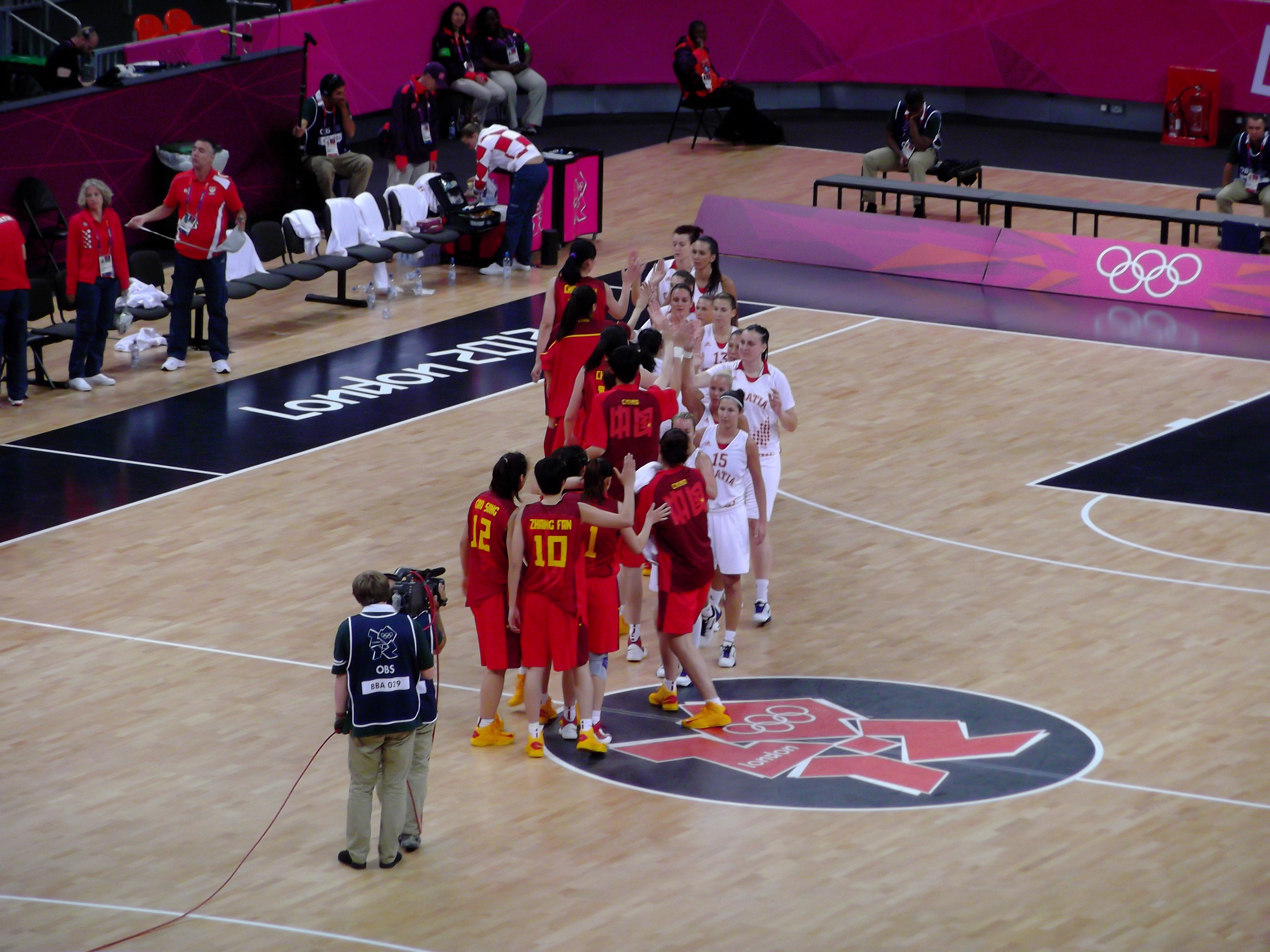
Kina-Kroatien vid 2012 års olympiska turnering i London.

Kinas damlandslag i basket representerar Kina i basket på damsidan. Laget tog silver i världsmästerskapet 1994. samt brons 1983. Laget tog även olympiskt silver 1992. och olympiskt brons 1984.

### Fotnoter
1. ↑  Todor Krastev (11 mars 1994). ”Women Basketball World Championship 1994 Australia 02-12.06 Winner Brazil” (på engelska). Sport Statistics. Arkiverad från originalet den 8 september 2011. https://web.archive.org/web/20110908184551/http://todor66.com/basketball/World/Women_1994.html. Läst 24 juni 2015.
2. ↑  Todor Krastev (11 mars 1983). ”Women Basketball World Championship 1983 Sao Paulo (BRA) - 24.07-06.08 Winner Soviet Union” (på engelska). Sport Statistics. Arkiverad från originalet den 3 juli 2015. https://web.archive.org/web/20150703203804/http://todor66.com/basketball/World/Women_1983.html. Läst 24 juni 2015.
3. ↑  Todor Krastev (11 mars 1992). ”Women Basketball Olympic Games 1992 Barcelona (ESP) Winner Soviet Union” (på engelska). Sport Statistics. Arkiverad från originalet den 25 maj 2012. https://web.archive.org/web/20120525161633/http://www.todor66.com/basketball/Olympic/Women_1992.html. Läst 24 juni 2015.
4. ↑  Todor Krastev (11 mars 1984). ”Women Basketball Olympic Games Los Angeles (USA) 1984 - 30.07-07.08 Winner United States” (på engelska). Sport Statistics. Arkiverad från originalet den 25 maj 2012. https://web.archive.org/web/20120525161623/http://www.todor66.com/basketball/Olympic/Women_1984.html. Läst 24 juni 2015.